# ユーハイム
株式会社ユーハイム（英: Juchheim Co., Ltd.）は、兵庫県神戸市中央区港島中町に本社を置く日本の製菓会社である。

## 概要

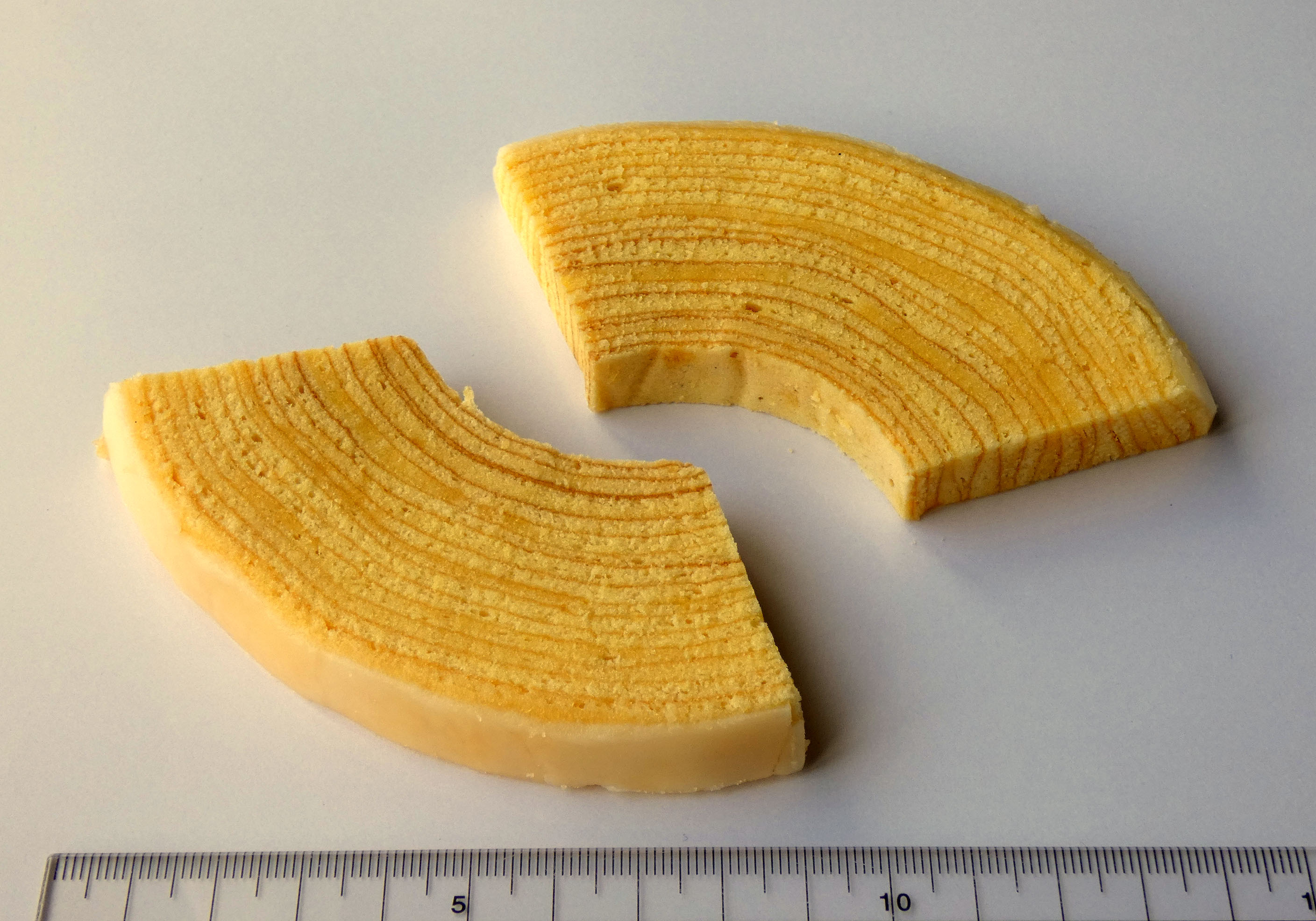
バウムクーヘン

神戸から全国百貨店などに展開する洋菓子メーカーとしてモロゾフと双璧をなす存在である。引出物として根強い人気を誇るバウムクーヘンをはじめ、クッキー、ケーキ類を主力商品とする。日本語での呼びやすさを考慮して「ユーハイム」としているが、「Juchheim」という単語をカナ表記する場合「ユッフハイム」としたほうが原語の発音により近い。
バウムクーヘン、クッキーなど焼き菓子は愛知県安城市の中央工場などで一括製造される。鮮度が求められるケーキなど生菓子、半生菓子は船橋、神戸、名古屋の各工場や営業所付属の小工場で地区別に製造し、近距離出荷する体制となっている。原則として問屋流通は行わず、直営店、百貨店直納（多くは納品だけでなく専従販売員を派遣する）を主軸としている。バウムクーヘンが婚礼引出物の定番であることから、ホテルや式場への納品も多い。かつてはフランチャイズ展開も行っていたが、現在はほぼ撤退している。また、ウィーン菓子のローゼンハイム、フランス菓子のペルティエといったブランドも展開している。
NHKで1977年から1978年にかけて放映された連続テレビ小説『風見鶏』から起こった「異人館ブーム」の追い風に乗り（このドラマはカール・ユーハイムをモデルにしたものではないが、神戸を拠点に欧州食文化を広めた抑留ドイツ人職人という共通点があった）、1970年代から1980年代にかけて全国各地に出店し、一時は逆上陸の形でドイツに多店舗展開していたこともある。
ユーハイム夫妻の戦前の弟子たちによって設立された株式会社であるユーハイムコンフェクトとは、長年商標を巡って争ってきたが、1955年にいったん共存の形で和解、2004年にはコンフェクト社の親会社が商標を1億4000万円でユーハイム社に譲渡、神戸スイーツポートに社名変更することで「二つのユーハイム」状態に幕が引かれた。
東京ディズニーリゾートのオフィシャルスポンサーを開業以来一貫して務めている。この制度は一業種一社原則であるが、同社は品目に制限のある洋菓子メーカーであるため（たとえば園内で需要の多い飴やガムは提供できず、ブランド特性上OEMも難しい）、総合菓子メーカーという別枠で明治も並んでいる。開業当初はこの位置を森永製菓が務めていた。

## 沿革
ドイツ人菓子職人のカール・ユーハイムは1908年、ドイツ帝国が所有していた膠州湾租借地内の青島市でジータス＆プランベックが経営する喫茶店に就職した。翌1909年にはプランベックよりその店を譲り受け、23歳にして独立を果たす。株式会社ユーハイムはこの年を創業年と位置づけている。
1914年、カールは7月にエリーゼ・アーデンドルフと結婚したが、その直後の8月に第一次世界大戦が開始され、青島攻略により青島は日本軍に制圧された。カールは非戦闘員だったものの日本軍の捕虜（俘虜）となり、翌1915年に大阪府大阪市西区南恩加島町（現・大正区南恩加島）にあった大阪俘虜収容所へ連行された。1917年、広島県安芸郡仁保島村（現・広島市南区似島町）の似島検疫所に移送となる。戦争終結後の1919年、3月4日に広島県物産陳列館（現・原爆ドーム）にて開催された「ドイツ作品展示会」で日本初のバウムクーヘンの製造販売を行った。1920年、捕虜生活から解放されると、青島に残っていた妻エリーゼと日本への連行後に生まれていた長男のカールハインツを呼び寄せ、東京で喫茶店に勤務した。後に一家は横浜市へ移り住み、1922年に山下町で「E・ユーハイム」を開店し、好評となった。
しかし1923年に発生した関東大震災により店を失い、今度は神戸へと移り、三宮町で再び店を開く。横浜と神戸は日本を代表する二大港湾都市で、欧米系外国人の居住や往来も多かったことから、店は繁盛した上に、1930年代に入ると日本とドイツが同盟関係を結ぶなど環境が整ったものの、第二次世界大戦勃発後の1944年頃になると、戦局の悪化で原材料の入手が困難になり営業が難しくなった。1945年の神戸大空襲では工場自体の被害は軽微だったものの、物流などの被害により操業が困難になった。カールは第二次世界大戦終結直前の1945年8月14日に他界した。そして日本とドイツが共に敗戦し、連合国の占領下におかれたことにより、1947年にエリーゼは国外退去処分になる。さらにユーハイム夫妻の唯一の子ども、カールハインツがヨーロッパ戦線停戦の直前、1945年5月にウィーンで戦死していたことも明らかになった。
1948年10月、かつて「JUCHHEIM'S」に勤務していた山口政栄・川村勇ら3人が同店の復興を目指して任意組合ユーハイム商店（1950年1月、株式会社に改組。1963年から株式会社ユーハイムに商号を変更）を設立。この際、ドイツ帝国の国旗に文字やロゴを乗せた商標を登録した。この黒・白・赤の横三色デザインはその後も使われ、その後のデザイン刷新後も基調色として残されている。
1953年3月にはエリーゼが主権回復後の西ドイツから戻り、帰国直後から会長に、1961年10月からは社長に就任した。しかし、1958年に神戸の工場が火事になるなどの苦境により経営が悪化すると、同社にバターを納品してエリーゼやカールと親交もあった河本春男に経営を依頼し、河本らの出資により再興した。河本は1962年の再建の際に専務取締役となり、1971年にエリーゼの死去に伴って社長に就任する。1985年に社長職を長男の武に譲り、自身は会長となった。カールハインツの戦死によりユーハイム夫妻に跡継ぎがいなかったこともあり、武の長男・英雄もふくめ、経営権は河本家に引き継がれる形となっている。創業者が外国人であるだけで外資との関係はないが、1976年から1999年までドイツに2つの現地法人と4つの大型レストランを所有していた。
2001年、ドイツのペーター・シュミット・グループにより、ブランドを一新。翌年に竣工した丸ビルの地下にディー・マイスターブランドの1号店をオープンさせる。
2010年、3月4日をバウムクーヘンの日に制定（日本記念日協会に登録）。2012年10月、キッザニア甲子園に「バウムクーヘンショップ」を出展。
2020年11月30日、『職人による焼きの技』を学習させた世界初のバウムクーヘン専用AIオーブン「THEO（テオ）」を発表した。
2025年3月4日には、上記の「バウムクーヘンの日」に合わせ、株式会社ユーハイムが神戸市内にある滝川第二高等学校を卒業した元サッカー日本代表選手の岡崎慎司が代表を務めるFCバサラマインツとの新規スポンサー契約を締結した。

## グループの展開ブランド
- JUCHHEIM（ユーハイム）
- Meister JUCHHEIM（マイスターユーハイム）
- JUCHHEIM DIE MEISTER（ユーハイム・ディー・マイスター）
- KARL JUCHHEIM（カールユーハイム）
- BOBBY JUCHHEIM（ボビーユーハイム）
- ROSENHEIM（ローゼンハイム）
- Peltier（ペルティエ）

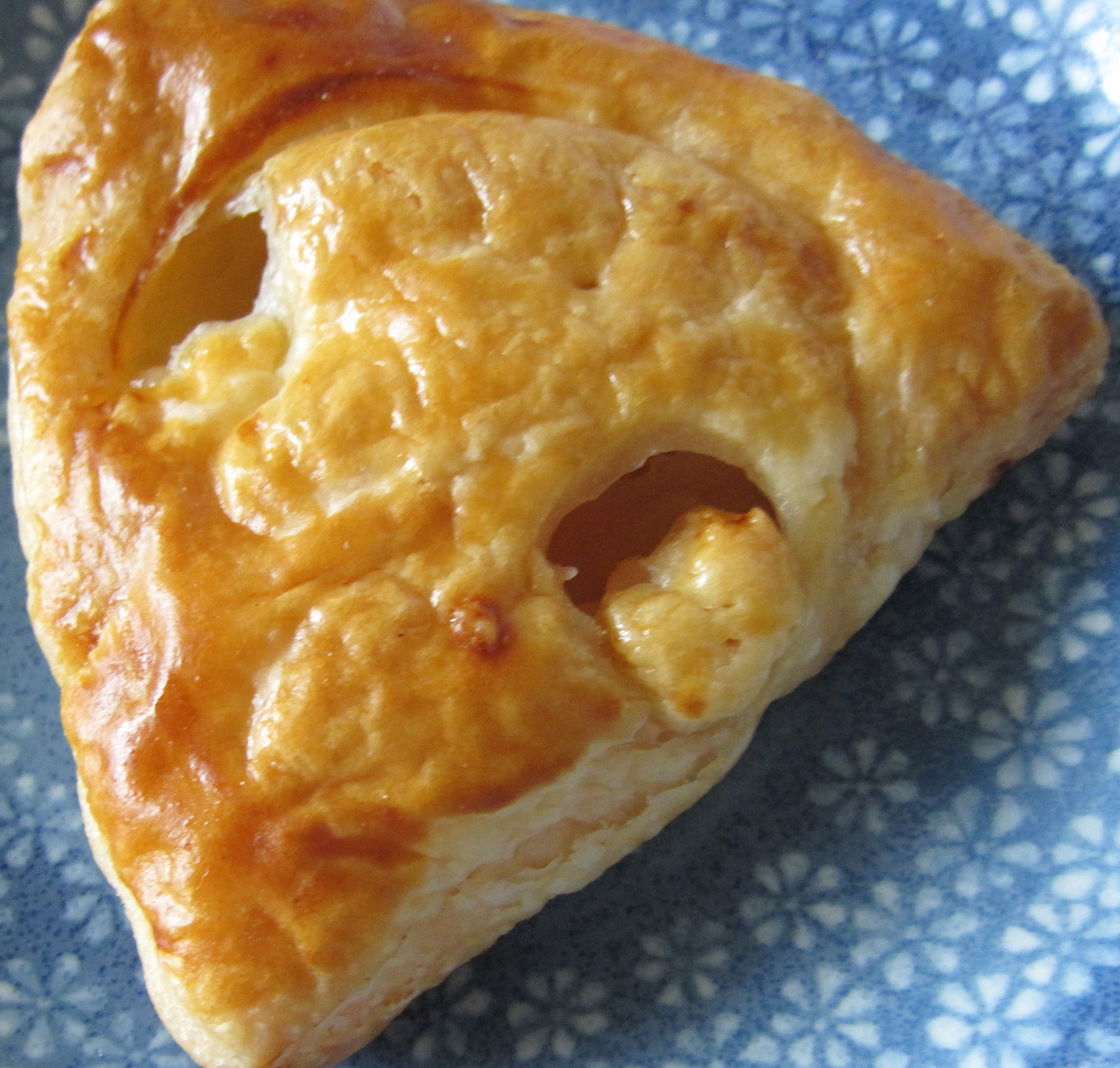
ユーハイムの煮りんごとろりのアップルパイ
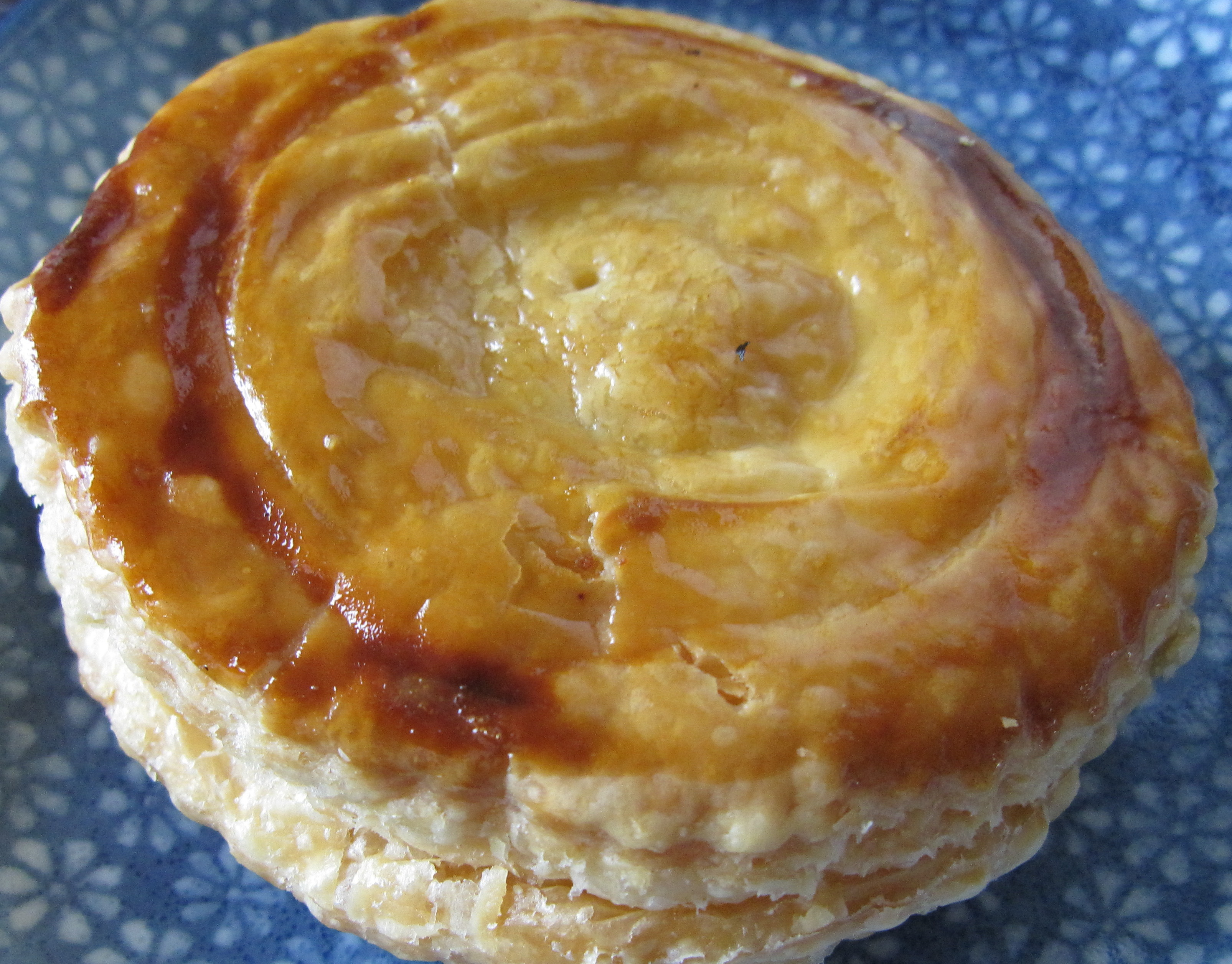
ユーハイムの神戸牛のミートパイ

## ユーハイム体育・スポーツ振興会
河本は1932年に旧制兵庫県立第一神戸中学校（現在の兵庫県立神戸高等学校）のサッカー部部長として全国中等学校蹴球選手権大会（現在の全国高等学校サッカー選手権大会）で優勝した経験があり、さらにサッカーが盛んなドイツ出身のユーハイム夫妻とは観戦仲間だったという縁から、ユーハイムはサッカーを皮切りとしてスポーツ界への支援を開始した。
1983年12月には「財団法人ユーハイム体育・スポーツ振興会」が設立され、河本春男が初代理事長となった。以後、スポーツ界の選手や指導者を招いた講演会を開催し、2009年からは「スポーツフォーラム」として年1回の開催を続け、2011年には「公益財団法人ユーハイム体育・スポーツ振興会」となった。「スポーツフォーラム2025」は兵庫県スポーツ協会との共催で2025年2月15日に神戸市のハーバーホールで開催され、理事長を務める株式会社ユーハイム社長の河本英雄の挨拶に続いて3人の有識者による講演とシンポジウムが開催された。この他、同財団では兵庫県内のスポーツ振興活動や少年世代の指導者育成事業などを続け、指導者の海外派遣も実施している。
また、サッカーに関しては神戸市サッカー協会との関係が深く、河本春男は1979年から1997年まで同協会が組織する神戸フットボールクラブの会長を務めたほか、会社としても女子のU-12（12歳以下）チームを対象とした「ユーハイム杯」に対して、同年代の「朝日新聞社杯」とセットとなって毎年1月に開催される「KOBE NEW YEAR」に毎年協賛している。

## 提供番組
- ユーハイムの幸せスイーツ ～お菓子がつなぐ絆～（BSJapanext）
  - 2022年9月4日 - （毎週日曜 18時 - 18時30分）
  - 出演：関根勤、村上佳菜子、ほか
- ウラのウラまで浦川です（朝日放送ラジオ） - 15時台コーナースポンサー

## テレビ番組
- 日経スペシャル カンブリア宮殿 バウムクーヘン100年 職人とAIで菓子業界を救え!（2020年12月10日、テレビ東京）- ユーハイム社長 河本英雄出演[19]。

## 書籍

### 関連書籍
- 『カール・ユーハイム物語 菓子は神さま』（著者:頴田島一二郎）（1973年9月、新泉社）
- 『バウムクーヘンに咲く花 ユーハイム70年の発展の軌跡』（著者:ユーハイム）（1991年10月、ユーハイム）
- 『バウムクーヘンとヒロシマ ドイツ人捕虜ユーハイムの物語』（著者:巣山ひろみ、絵:銀杏早苗）（2020年6月23日、くもん出版）ISBN 9784774330570